# Носик, Борис Михайлович
Бори́с Миха́йлович Но́сик (10 марта 1931, Москва, СССР — 21 февраля 2015, Ницца, Франция) — русский писатель и журналист, драматург, переводчик. Почётный член Российской академии художеств.

## Биография
Родился в семье Михаила Наумовича (Неваховича) Носика (1907—1981) и Ривы Самуиловны Носик (урождённой Дорфман, 1911—1967), родом из Смиловичей. Окончил факультет журналистики МГУ и Московский институт иностранных языков.
Наиболее известные произведения писателя — биографические: книга «Альберт Швейцер», в серии «Жизнь замечательных людей» (М., 1971), была восемь раз переиздана на немецком языке, «Мир и Дар Владимира Набокова», а также серия компилятивных путеводителей и краеведческих книг о Франции. Писал также рассказы, пьесы («Ваше мнение, доктор?») и повести.
В советское время наряду с официальными произведениями много писал «в стол» (знаменитая повесть «Коктебель»). Занимался также переводами, в том числе перевёл роман «Пнин» В. В. Набокова.
С 1982 года проживал во Франции, писал книги о русских эмигрантах в Париже, сотрудничал с российским телевидением, в 2011 году избран почётным членом Российской академии художеств.
С 1983 года работал в русской редакции «Международного французского радио» (RFI).
Умер 21 февраля 2015 года в Ницце в больнице Клиник-ле-Сурс (фр. Clinique les Sources). Похоронен в Ницце на русском кладбище Кокад.

## Произведения

### Книги
- От Дуная до Лены. — М., 1965.
- Путешествие через Россию на перегонных судах. — М., Мысль, 1965.
- Палуба пахнет лесом. — М., Молодая гвардия, 1966.
- Путешествие за Дымковской игрушкой. — М., 1966.
- Одиссея Вовки Смирнова. — М., Детская литература, 1968.
- По Руси Ярославской. — М., Мысль, 1968.
- Швейцер. — М., Молодая гвардия, 1971.
- Кто они были, дороги? — М., Детская литература, 1973. — 272 с., 75 000 экз.
- Выбор натуры: Рассказы и повести. — М., Советский писатель,1978.
- Ты уже за холмом: Повести и рассказы. — М., Советский писатель, 1982.
- Художественные промыслы СССР. Фотоальбом. М., Планета, 1987. — 240 с.

### Пьесы и сценарии
- Ваше мнение, доктор? — М., 1973.
- Две луны. — М., 1973.
- Легенда тюрьмы Павиак. — М., Искусство, 1973 (в соавторстве с Р. А. Кушнировичем).
- В недолгой поездке. — М., 1976.

### Изданы после 1990 года
- Жена для странника: Повести, рассказы. — М.: Советский писатель, 1990. — 448 с.
- Востряково. — М.: 1991. — 96 с.
- Этот странный парижский процесс. — М.: 1991.
- Привет эмигранта, свободный Париж! — М.: Интерпракс, 1992, — 240 с., ISBN 5-85235-038-9, 50 000 экз.
- Смерть секретарши: Эротический детектив. — М.: Копирайт, 1992.
- Мир и дар Владимира Набокова. — М.: «Пенаты», 1995. — 552 с.
- Анна и Амедео. История тайной любви Ахматовой и Модильяни, или Рисунок в интерьере. — М.: Радуга, 1997; То же. — М.: Вагриус, 2005.
- Русские тайны Парижа. — СПб.: Золотой век, Диамант, 1998, 1999, 2001.— 590 с.
- Любовные повести старых добрых времён. — М.: Пенаты, 1999.
- Прогулки по Парижу: Левый берег и острова. — М.: Радуга, 1999.— 344 с.
- Мир и дар Набокова (переиздание). — М.: 2000.
- Прогулки по Парижу: Правый берег. — М.: Радуга, 2000.
- Большие птицы: Повести и рассказы. — М.: Текст, 2000.
- Пионерская Лолита: Добрые повести старых добрых времён. — СПб.: Золотой век, Диамант, 2000.
- На погосте XX века. — СПб.: Золотой век, Диамант, 2000.
- Прекрасная Франция. — СПб.:Золотой век. 2001.
- Прогулки по Французской Ривьере. — СПб., Зол. век. 2001.
- Царский наставник: Роман о Жуковском. — М.: Радуга, 2001.
- Тайна Маклая. — М.: Радуга, 2001.
- Русские тайны Парижа (Продолжение) — СПб.: Золотой век, 2001.
- Прогулки по Французской Ривьере: Сокровища и тайны Лазурного берега. — М.: Золотой век, 2002.
- Прогулки вокруг Парижа, или Французский Остров Сокровищ. В 2 тт. — М.: Радуга, 2003.
- Прогулки по Парижу: Левый берег и острова. Правый берег. — М.: Радуга, 2003.
- Альберт Швейцер: Белый Доктор из джунглей. — М.: Текст, 2003.
- Любовные и уголовные истории русского Парижа. — М.: Радуга, 2004.
- Странные и страстные истории русского Парижа. — М.: Радуга, 2005.
- Сентиментальные и документальные истории русского Парижа. — М.: Радуга, 2006.
- Русские тайны Парижа. Кн. 3. — СПб.: Золотой век, 2006.
- Свет в конце аллеи: Повести. — М.: Текст, 2006.
- Художники русской эмиграции. Трилогия о русских художниках в эмиграции «Другая родина» 2007, (в соавторстве с В. Жерлицыным), Издательство «Арт», первый том.
- Заманчивые и обманчивые истории русского Парижа. — М.: Радуга, 2008.
- Смерть секретарши. — М.: Текст, 2007.
- Пионерская Лолита. — М.: Текст, 2008.
- Милая Франция — Бретань и Нормандия. — М.: Радуга, 2009
- Милая Франция — Ницца и окрестности. — М.: Радуга, 2009
- Еврейская лимита и парижская доброта. — М.: Текст, 2010.
- Записки маленького человека эпохи больших свершений. — М.: Текст, 2010.
- С Невского на Монпарнас. Русские художники за рубежом — М.: ИПК Коста, 2010, ISBN 978-5-91258-139-7.
- С Лазурного берега на Колыму — М.: ИПК Коста, 2010, ISBN 978-5-91258-165-6.
- Прогулки по Парижу с Борисом Носиком. В 2 томах. — М.: Эксмо, 2011, ISBN 978-5-699-47940-5.
- Порыв ветра, или Звезда над Антибой — М.: ИПК Коста, 2011, ISBN 978-5-91258-195-3.
- Здесь шумят чужие города. 2012
- Тот век серебряный, те женщины стальные. — М.: Текст, 2013.
- Дорога долгая легка. — М.: Текст, 2013.
- Волшебный уголок планеты. — М.: Ридерз дайджест, 2013.
- Круглый стол графа Ланского. — СПб.: 2013.
- Сент-Женевьев-де-Буа. Русский погост в предместье Парижа. — М.: 2013.
- Закатное небо над Ниццей (Истории москвича из Шампани). — СПб.: 2014.
- По курортным берегам Франции. Северное прибрежье и Атлантика. Том I. — СПб.: 2014.
- По курортным берегам Франции. Средиземноморье. Том 2. — СПб.: 2015.
- Anna e Amedeo. — Bologna: 2015.
- Анна Ахматова. Я научилась просто, мудро жить… — М.: 2015.
- Прекрасные незнакомки. Портреты на фоне эпохи. — М.: 2015.
- Был целый мир и нет его… Русская летопись Лазурного Берега. — М.: Текст, 2016.
- Прогулки по Парижу с Борисом Носиком. Левый берег и острова. — М.: Текст, 2017.
- Прогулки по Парижу с Борисом Носиком. Правый берег. — М.: Текст, 2017.

### Переводы
- Э. Хьюз. Бернард Шоу. — М.,: Молодая гвардия, 1966.
- Димфна Кьюсак. Скажи смерти «нет!»
- Барри Хайнс. Пустельга для отрока. Взгляды и улыбки
- Ивлин Во. Незабвенная. Иностранная литература.
- Владимир Набоков. «Пнин»

## Дети
- Антон Носик (1966—2017) — сын писателя, врач и российский журналист, известный деятель Рунета, один из создателей новостного агентства Lenta.ru, учредитель благотворительного фонда.
- Дочь Сандра, родилась в мае 1982 в детской больнице Сен-Венсан-де-Поль в Париже. Преподавала социолингвистику во французском университете Франш-Конте.